# 安藤実 (プロデューサー)
安藤 実（あんどう みのる）は、神奈川県出身のプロデューサー・キャスティングプロデューサー。2017年3月20日没。享年56歳。

## 主な作品

### 映画
- 「あばしり一家 THE  MOVIE」（1998年 キャスティング）[1]
- 「ゴースト・ボクサー」（1999年 出演）
- 「地下室」（1998年 キャスティング）[1]
- 「ウルトラマンティガ THE FINAL ODYSSEY」（2000年 キャスティング）
- 「マッスルヒート」（2002年 キャスティング）[2]
- 「レディジョーカー」（2004年 キャスティング）
- 「ウルトラマンメビウス&ウルトラ兄弟」（2006年 キャスティング）
- 「大決戦!超ウルトラ8兄弟」（2008年 キャスティング）[1]
- 「淫獣教師 実写版Ⅲ」（2008年 キャスティング）
- 「TAKAMINE」（キャスティング協力）

### テレビドラマ
- 「愛しの刑事」（1992～1993年 キャスティング）
- 「ウルトラマンティガ」（1996～1997年 キャスティング）
- 「ウルトラマンダイナ」（1997～1998年 キャスティング）
- 「爆笑問題のおバカな人々」（2000年 プロデューサー）
- 「櫛」（2005年 プロデューサー補）
- 「十津川警部夫人の旅情殺人推理3」（2005年 キャスティング協力）
- 「警視庁鑑識課〜南原幹司の鑑定〜(1)」（2011年 プロデューサー補）[3]
- 「作家探偵・山村美紗2 京都紅葉寺殺人事件」（2012年 プロデューサー補）
- 「北海道警事件ファイル 警部補 五条聖子」（2012年 プロデューサー補）

### 舞台
- 「裏YAGYU」（プロデューサー）[4]

他